# Luigi Carlini
Luigi Carlini fou un compositor de música italià del segle xix.
Després d'estrenar diverses òperes a Nàpols, marxà a París el 1832, ciutat en la qual es dedicà especialment a l'ensenyança del seu art, retornant a Itàlia deu anys més tard, estrenant a Florència la seva última òpera titulada Ildegonda. Anteriorment havia fet representar amb èxit a Itàlia les òperes: La gioventú di Enrico Quinto (1819), Solimano secundo ossia de tre sultane (1820), Il contracambio ovvero l'Amor allà prova (1823), Francesca da Rimini (1825), Gli sposi fuggitivi (1828), i durant la seva estança a París la partitura del ball Chao-Kang.